# Federação Panamenha de Futebol
A Federação Panamenha de Futebol (em espanhol: Federación Panameña de Fútbol, ou FEPAFUT) é o órgão dirigente do futebol no Panamá. Ela é a responsável pela organização dos campeonatos disputados no país, bem como da Seleção Nacional.